# Museu de Liechtenstein
El Museu de Liechtenstein (Liechtenstein Museum) és un museu d'art privat a Viena, Àustria. Conté gran part de la col·lecció d'art dels seus propietaris, la Família del Príncep de Liechtenstein, governants del principat de Liechtenstein. Inclou importants obres d'art europees, formant una de les col·leccions privades d'art més importants del món. El seu ítem culminant és el retrat de Leonardo da Vinci de Ginebra de Benci, que va ser adquirit el 1967 per la National Gallery of Art de Washington, DC.
El museu, que originalment estava obert al públic des de principis del segle xix fins a l'Anschluss de 1938, tenia diverses ubicacions, incloent-hi el Liechtenstein Garden Palace (Gartenpalais) a la Fürstengasse 1 al 9è districte de Viena (Alsergrund) i el Liechtenstein City Palace (Stadtpalais) al Bankgasse 9 del primer districte de Viena (Innere Stadt). El museu es va reobrir el 29 de març de 2004 al jardí del palau, però després de lluitar amb un nombre baix de visitants, el novembre de 2011 va ser tancat per visites habituals del públic. Segons el lloc web oficial del Garden Palace, "els aspectes més destacats de les col·leccions principesques es poden veure exclusivament com a part d'un paquet d'esdeveniments o d'una visita guiada prèviament reservada".
Alguns objectes de la col·lecció s’han enviat a exposicions itinerants a museus d'altres països, especialment als Estats Units. En particular, les exposicions es munten regularment al Kunstmuseum Liechtenstein de Vaduz, que altrament és una galeria per a una col·lecció d'art moderna donada al principat de Liechtenstein per la família governant. Altres obres de la col·lecció omplen els palaus i residències de la Família de la Princesa a Liechtenstein i Àustria.
Vicenzo Fanti va elaborar un catàleg dels artistes (amb breus biografies) que apareixia a la galeria a l'època del príncep Joseph Wenzel.

## Palau del jardí de Liechtenstein

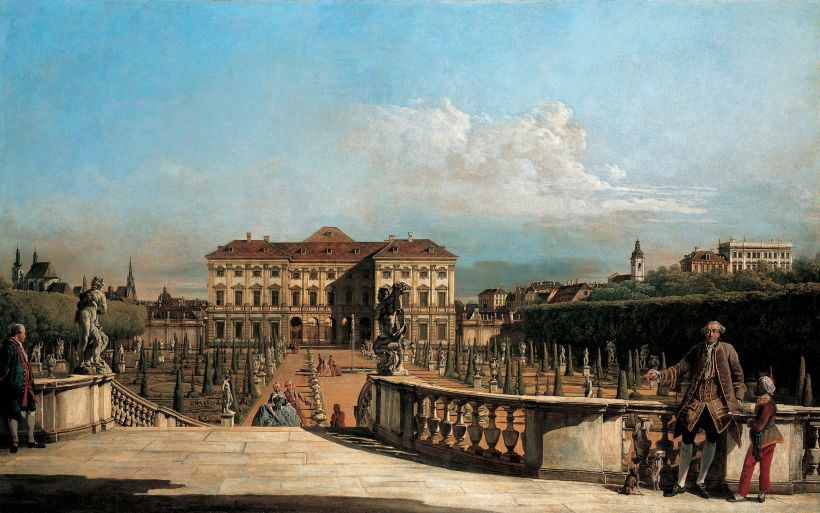
Palau del jardí de Liechtenstein pintat el 1759 per Bernardo Bellotto

El Gartenpalais va ser construït pel príncep Johann Adam Andreas de Liechtenstein, que va encarregar el seu disseny i construcció a Domenico Egidio Rossi; la carcassa es va acabar el 1700. La decoració pintada al Gartenpalais va ser aportada per Marcantonio Franceschini, Antonio Bellucci, Andrea Pozzo i Johann Michael Rottmayr. L'escultura provenia de Giovanni Giuliani i el seu estudi i l'estuc de l'estucador Santino Bussi.

## Obres d'art (selecció)

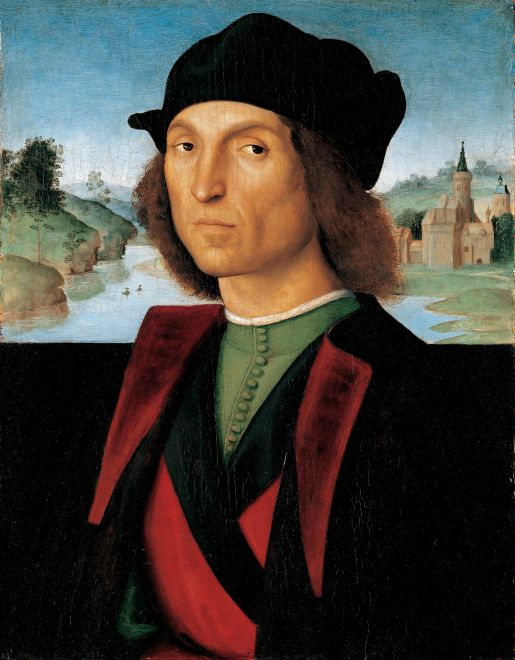
Rafael, Retrat d’un home
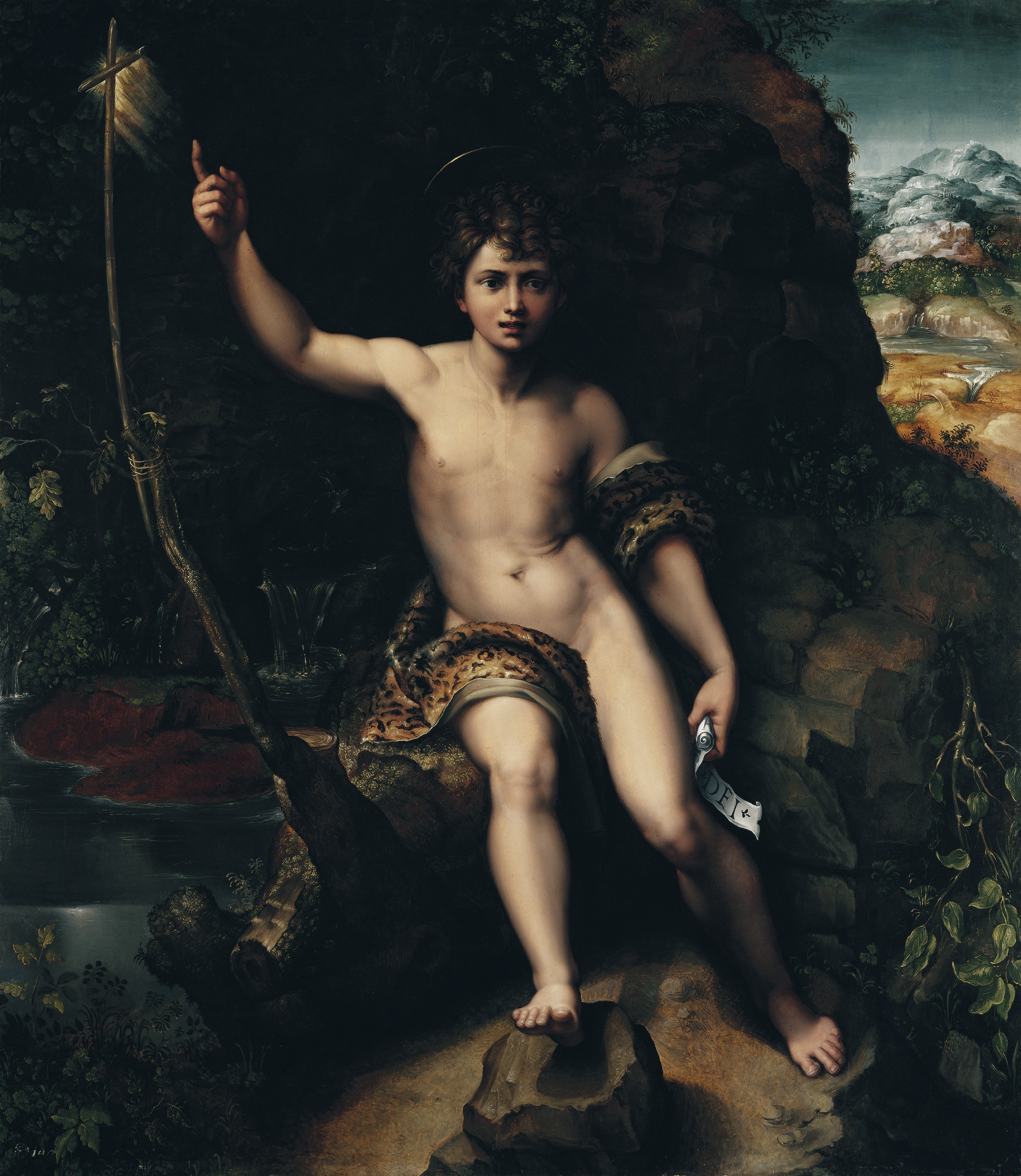
Giulio Romano, Sant Joan Baptista al desert
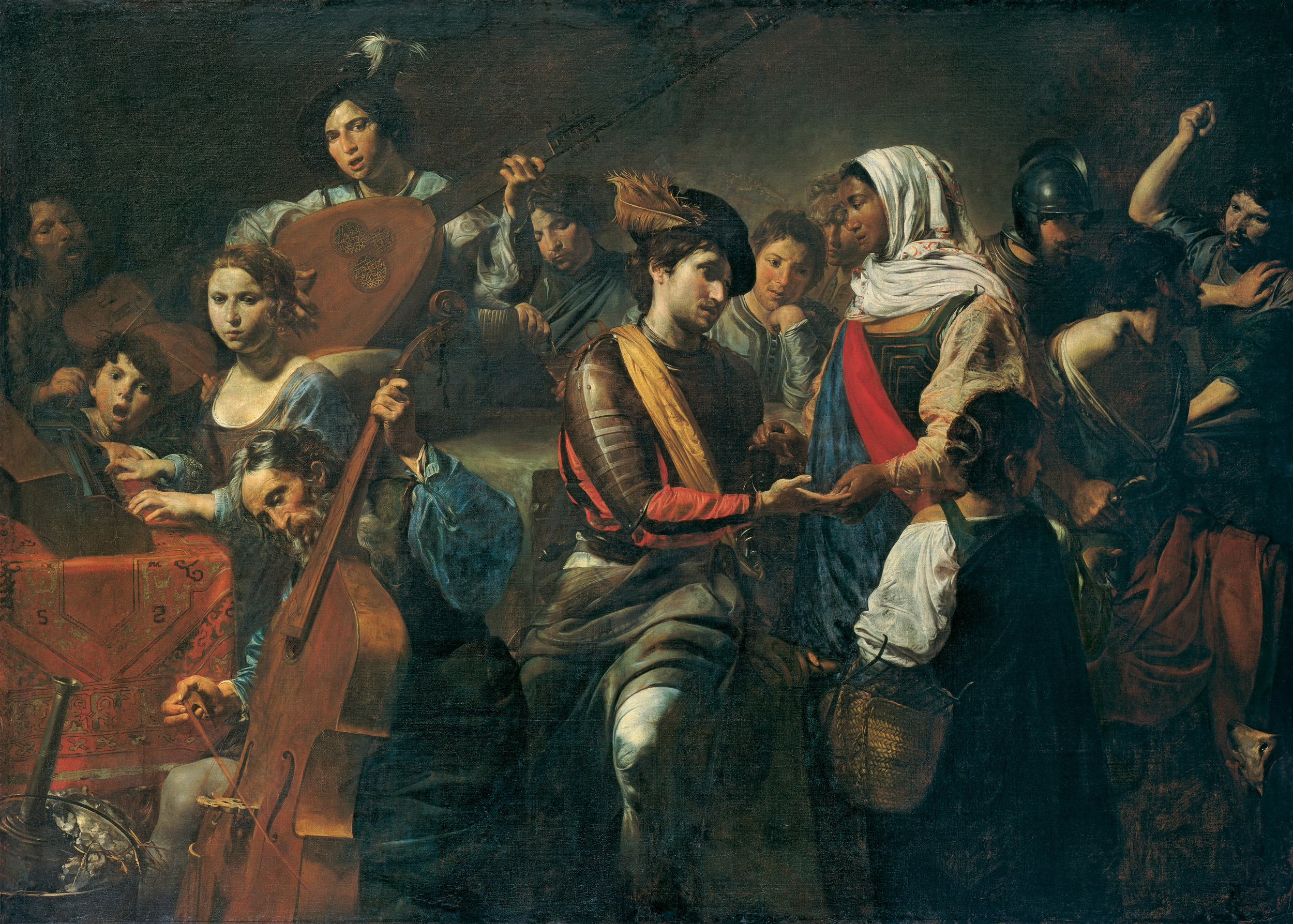
Valentin de Boulogne, una companyia musical amb un endeví ("Reunió amb un gitano")
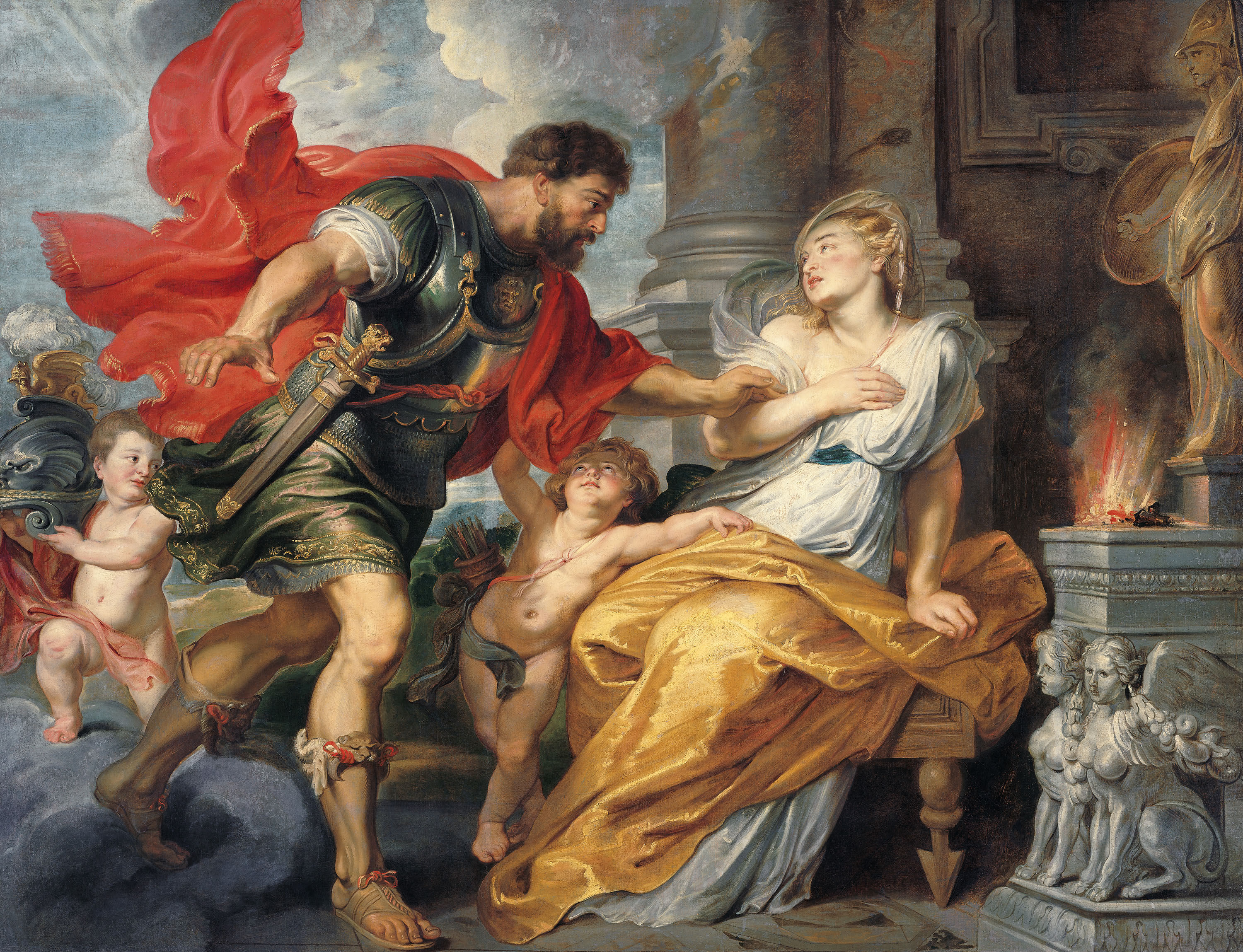
Rubens, Mart i Rea Silvia
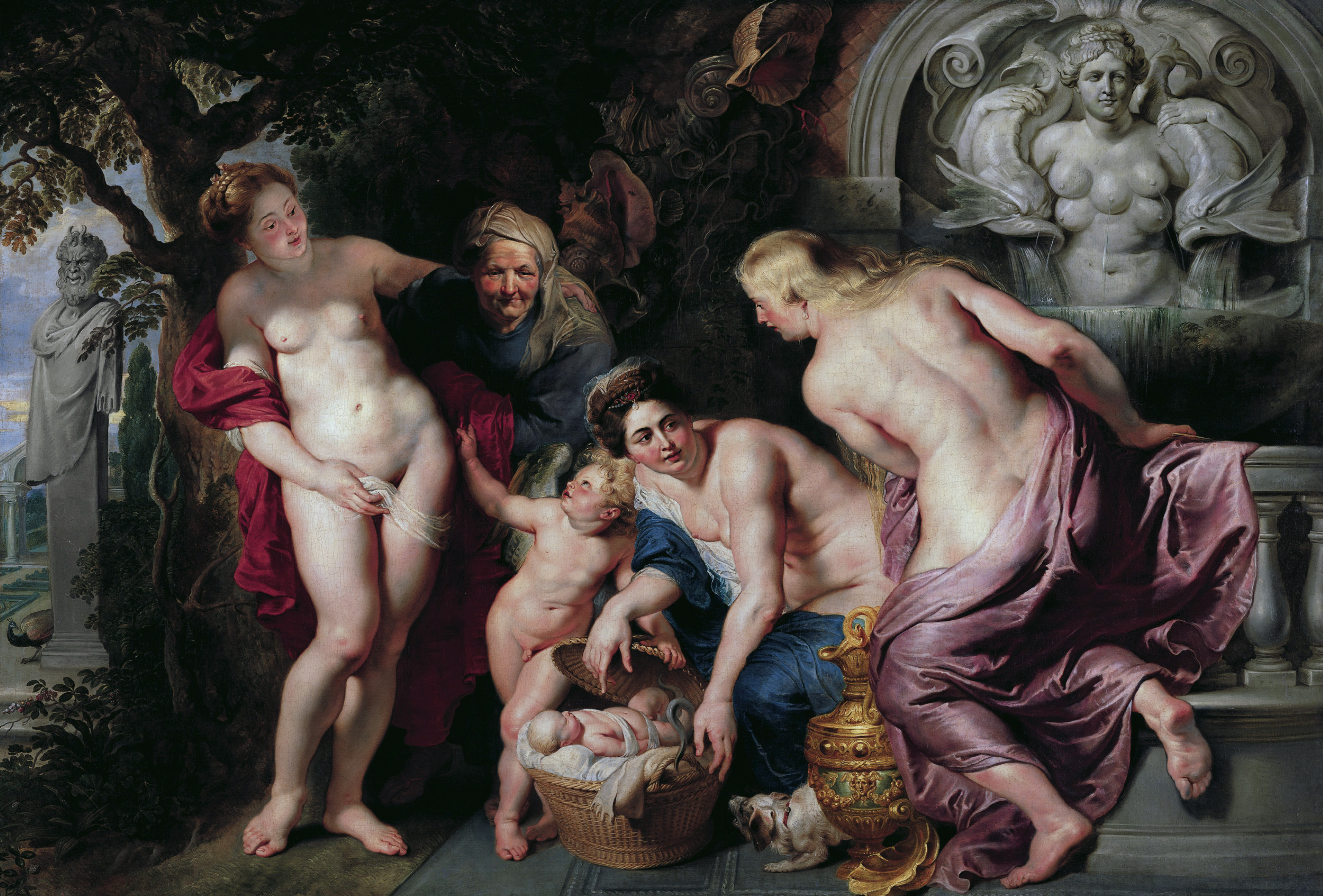
Rubens, Trobada d'Erththonios per les filles de Kekrops
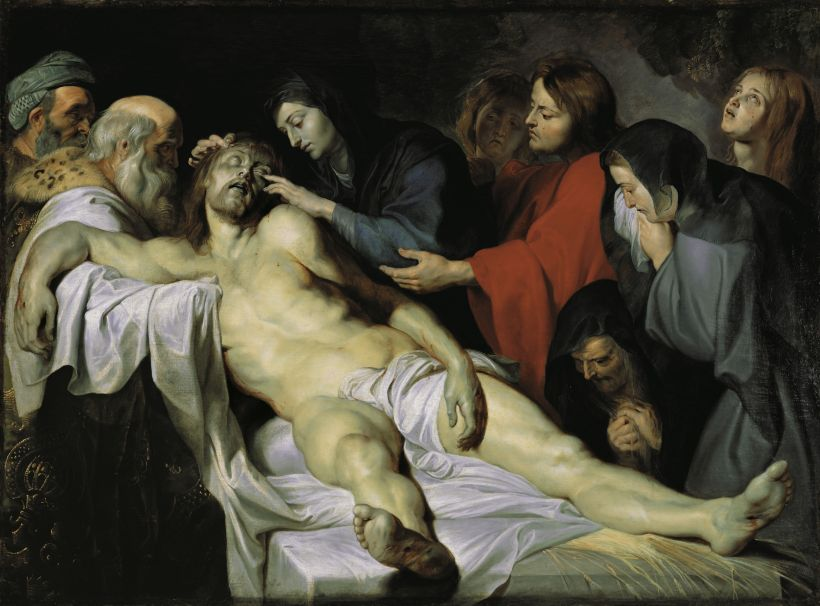
Rubens, Lamentació de Crist
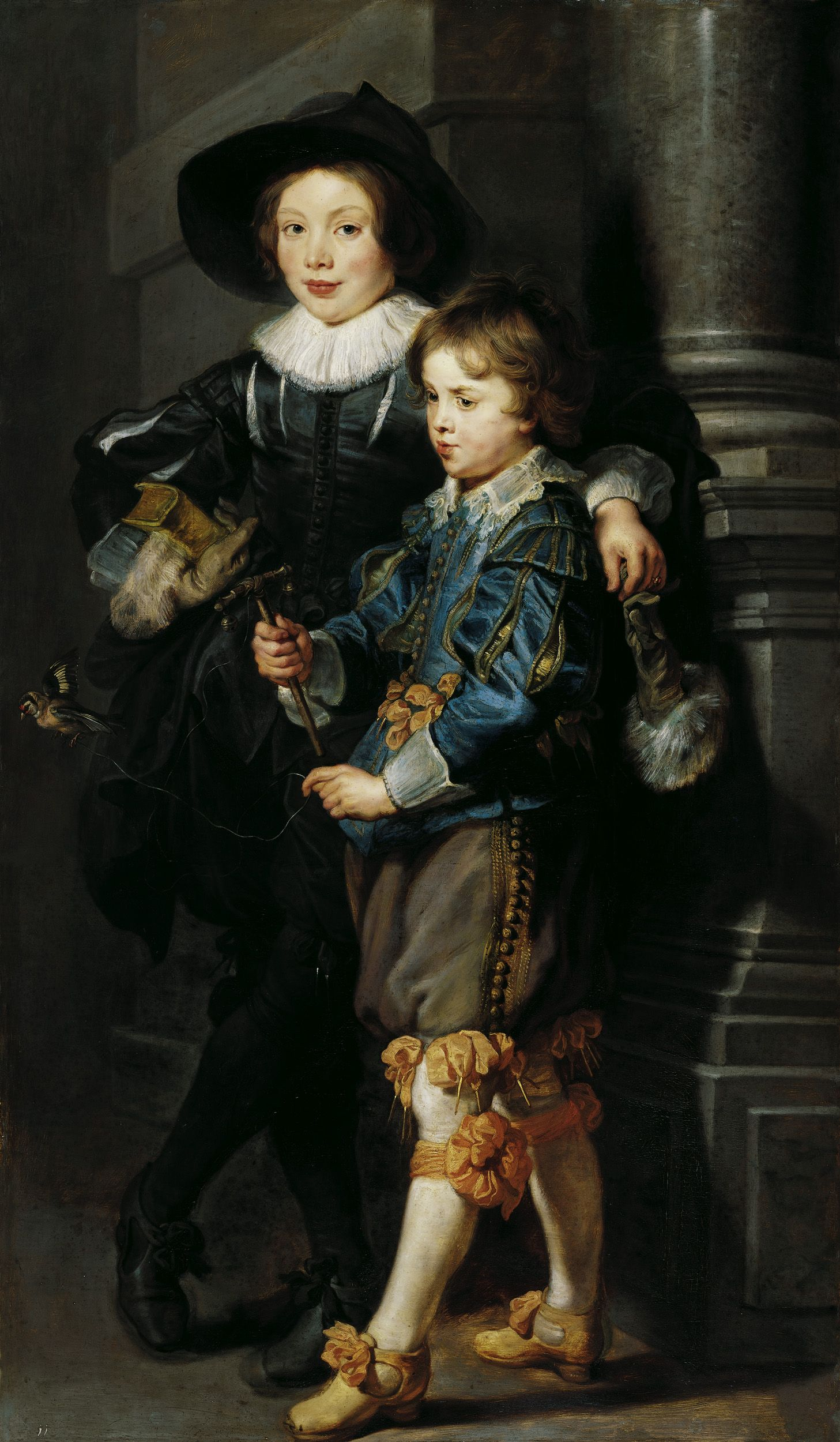
Rubens, Retrat dels seus fills Albert i Nicolaas
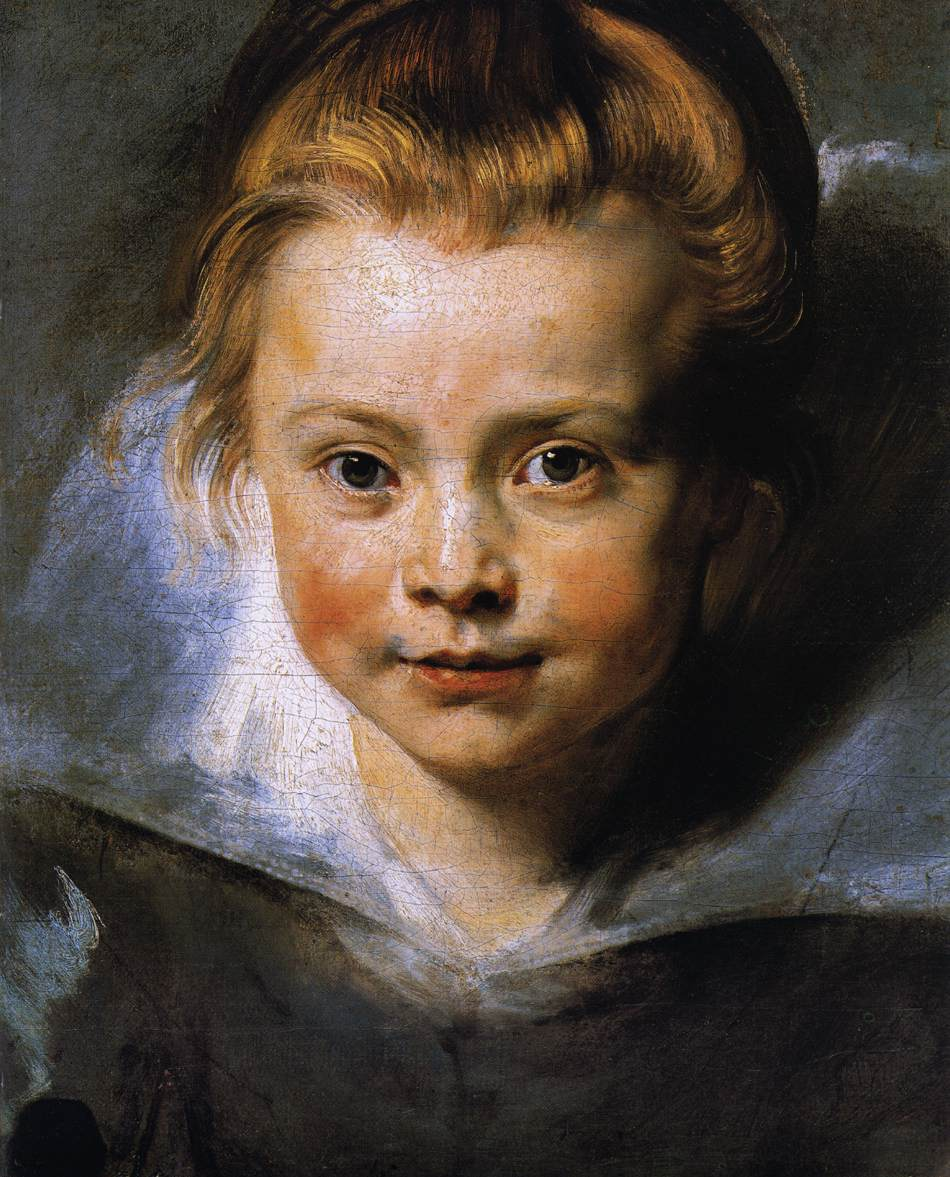
Rubens, Retrat de la seva filla Clara
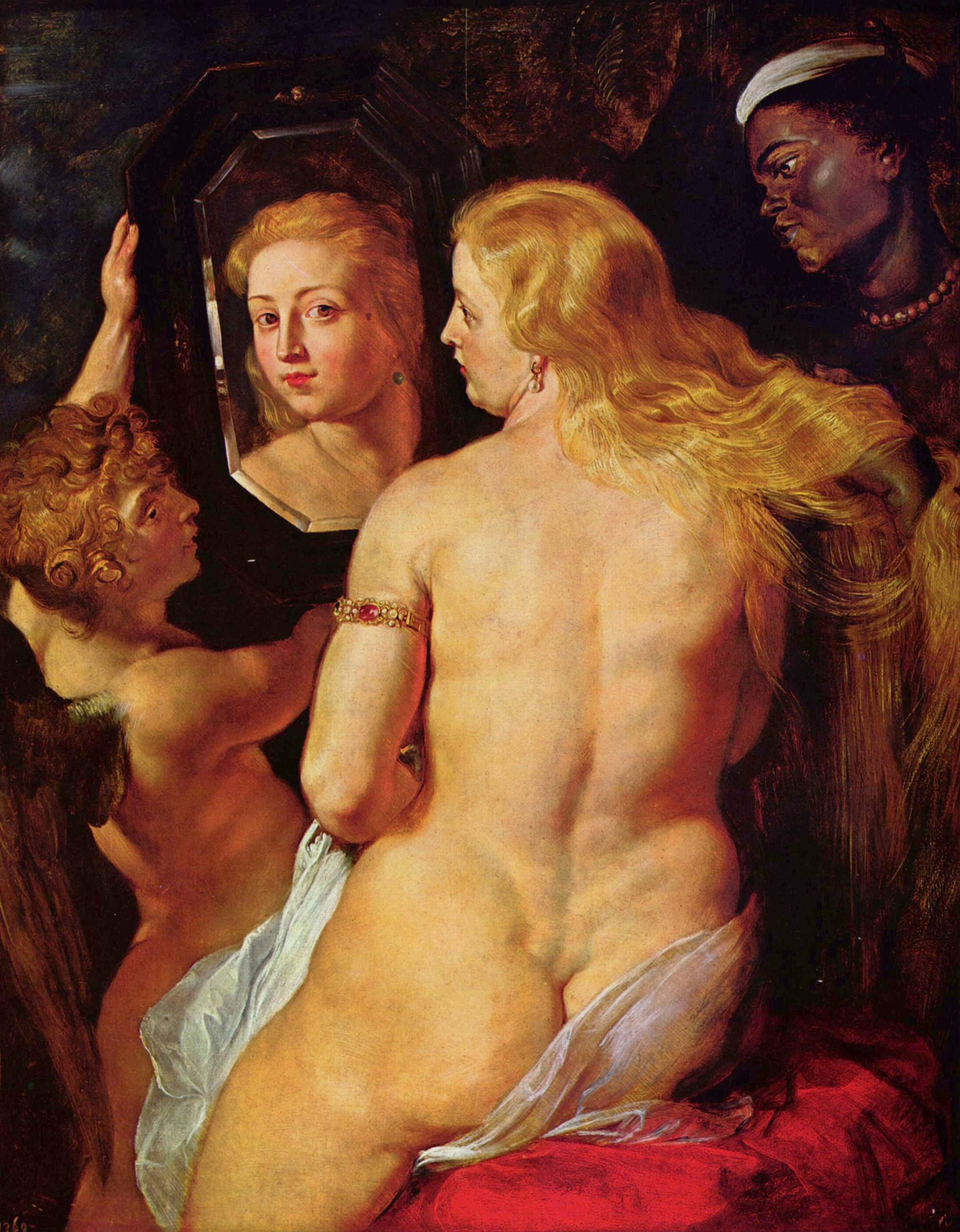
Rubens, Venus fent el seu lavabo
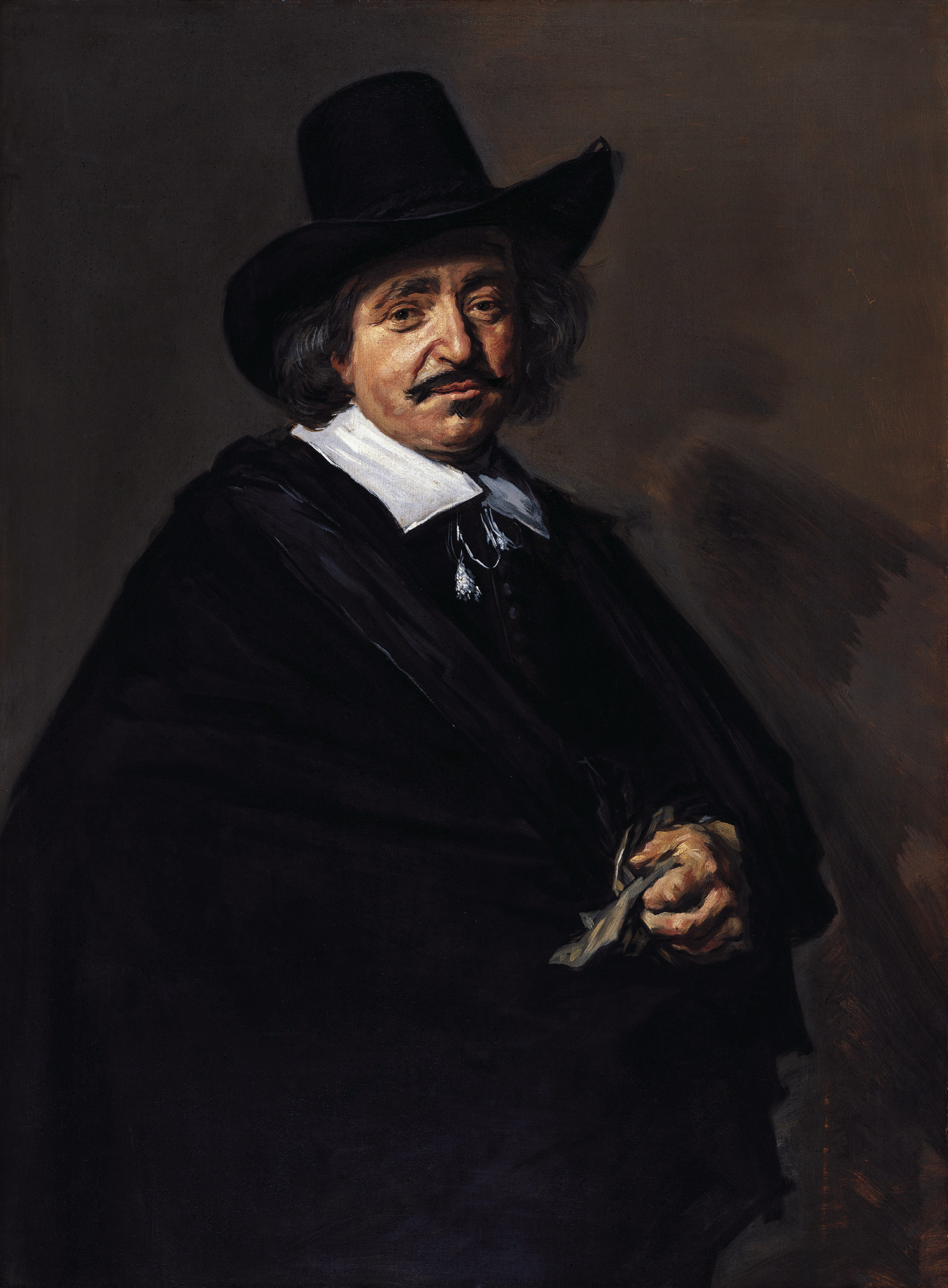
Frans Hals, Retrat d'un home
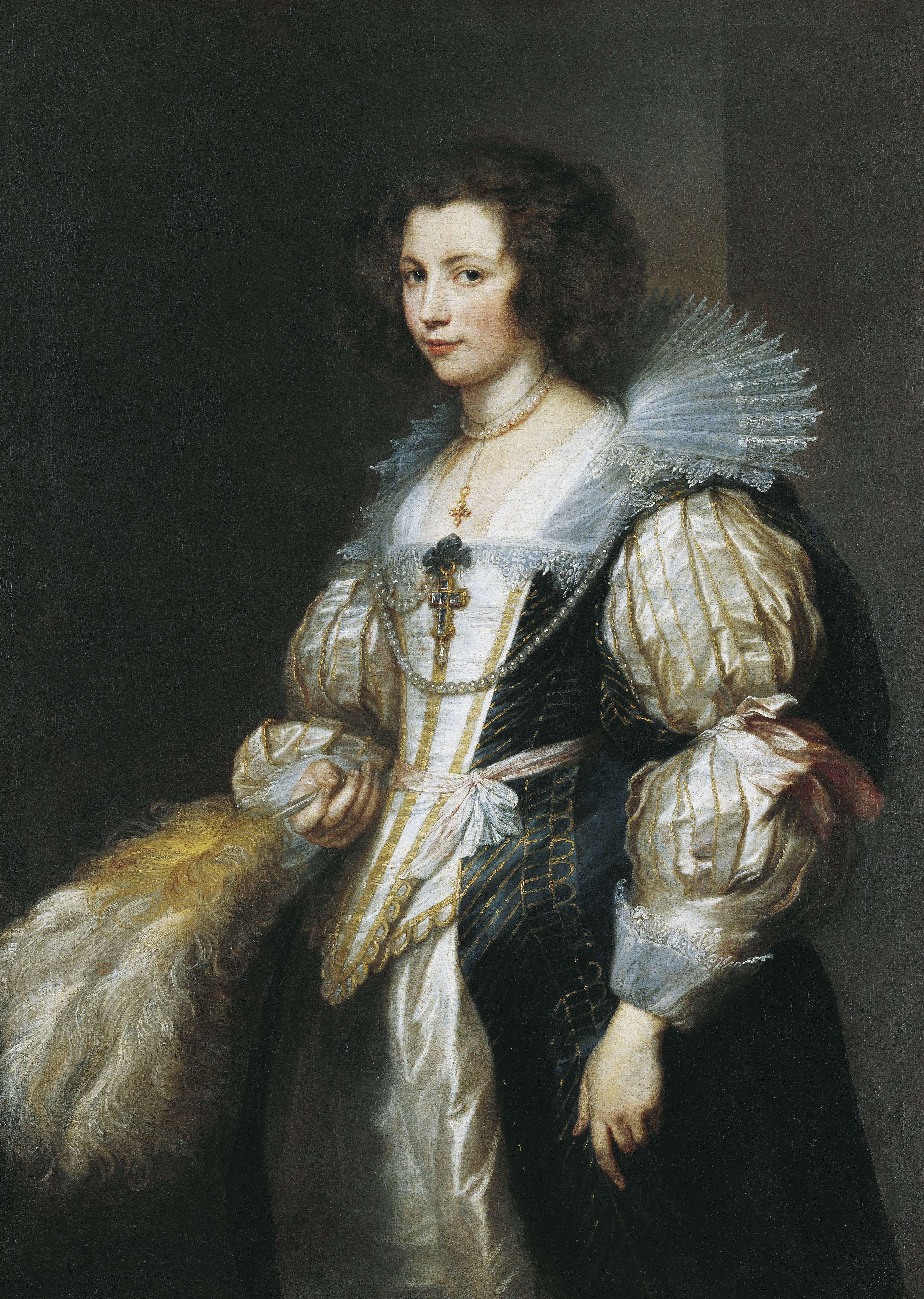
Van Dyck, Retrat de Marie Louise de Taxis
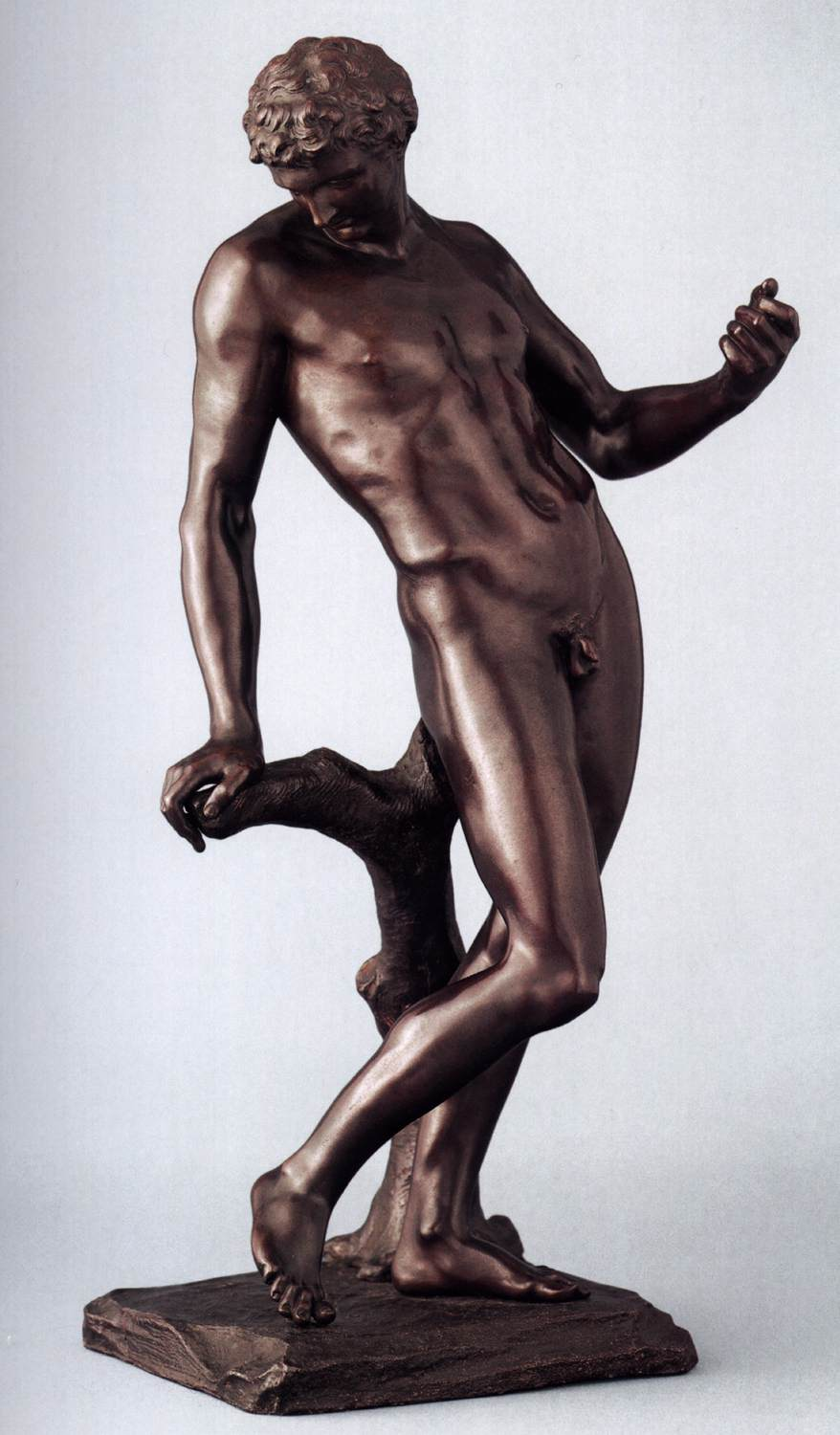
François Duquesnoy, Mercuri
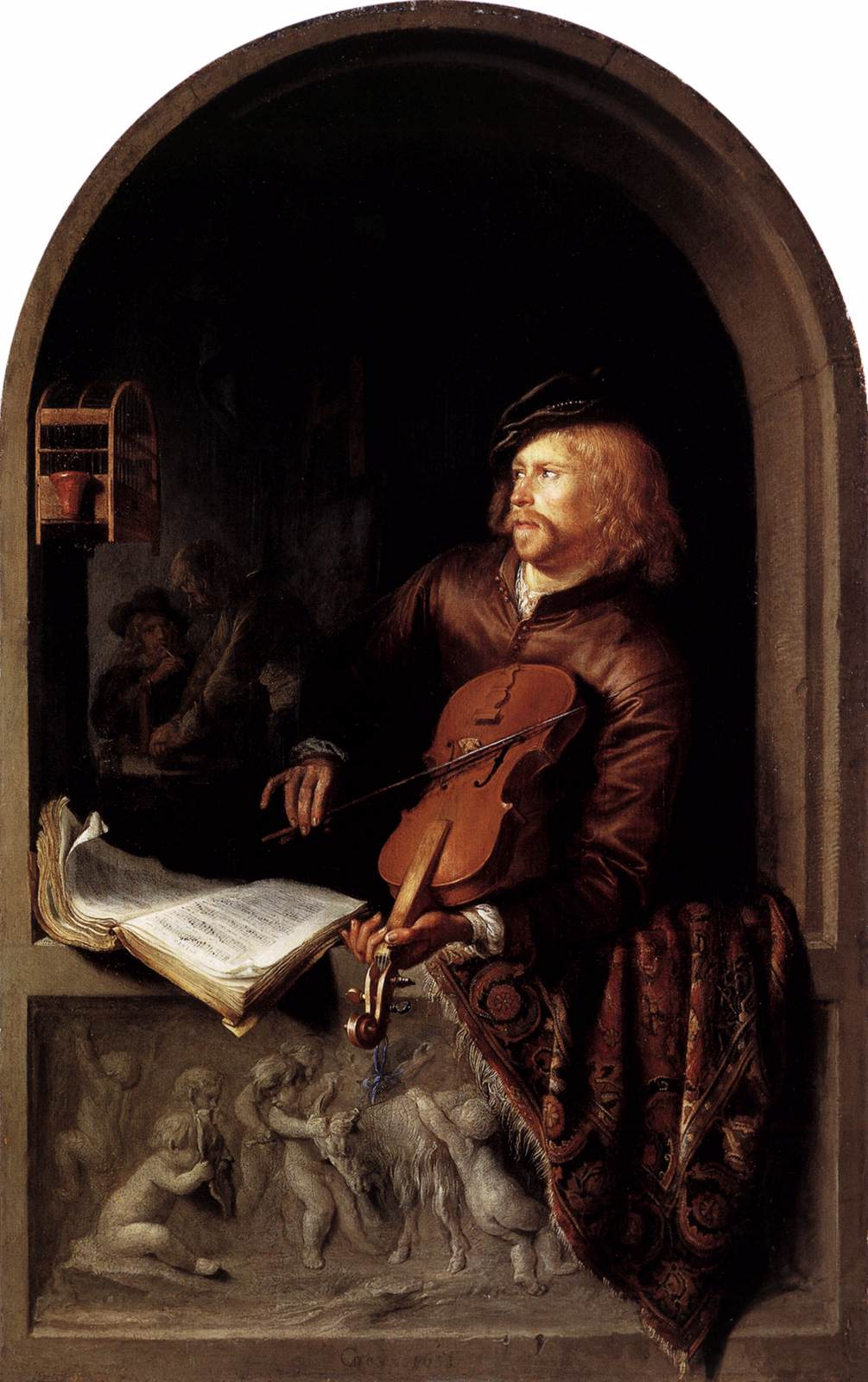
Gerard Dou, violinista
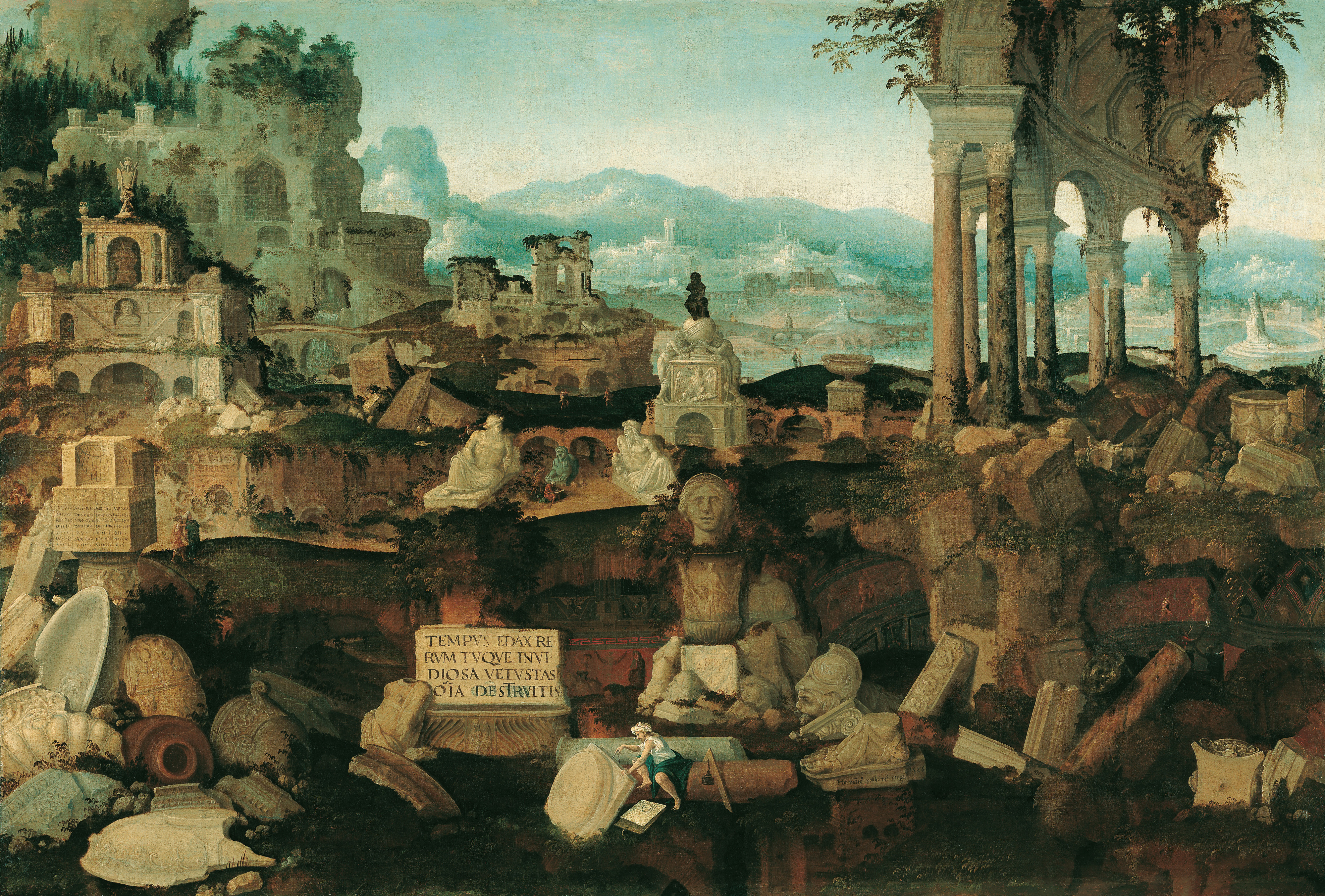
Herman Posthumus, Paisatge amb ruïnes
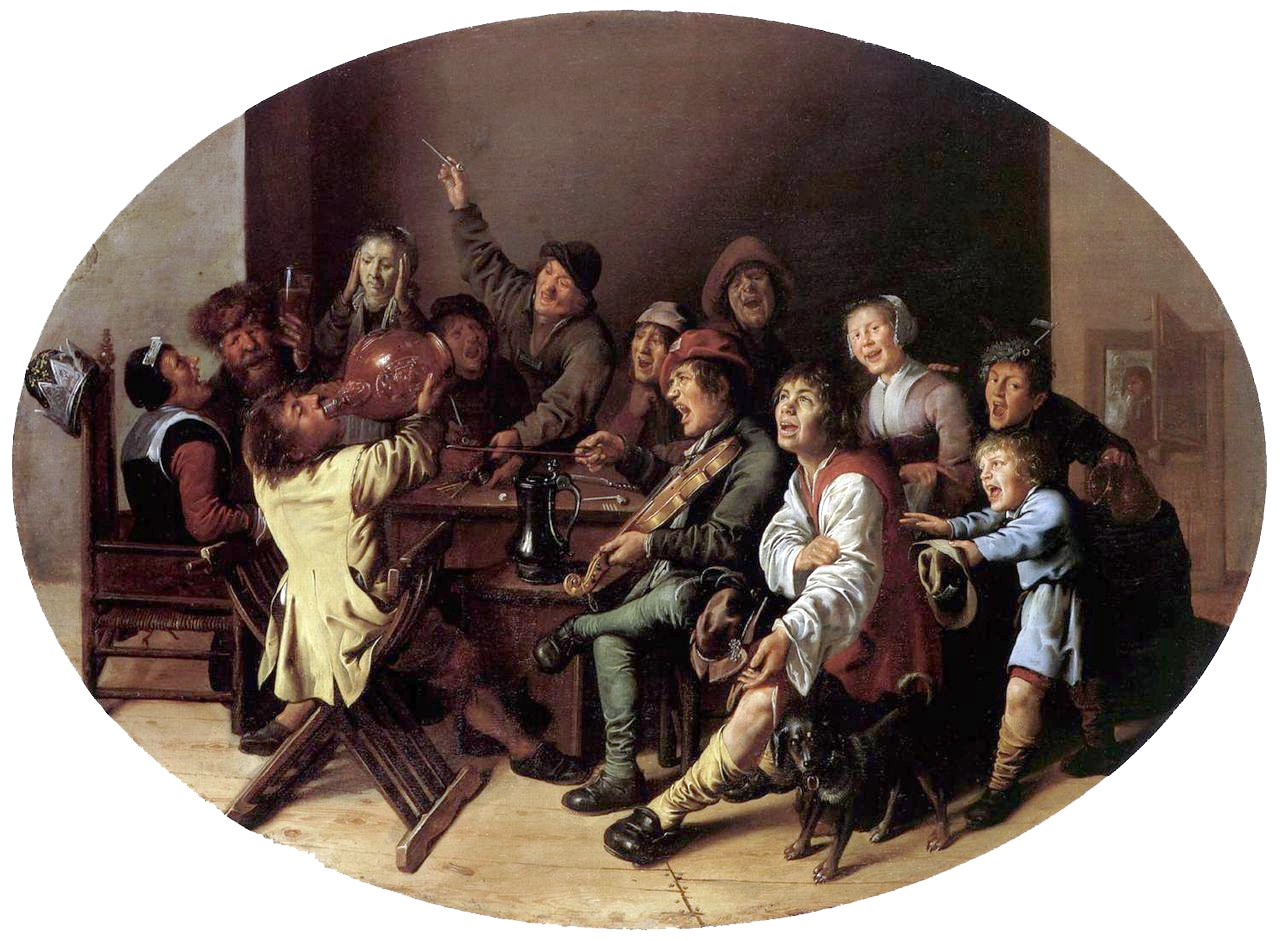
Jan Miense Molenaer, 1636-37, El rei beu (festivitats de la nit de Reis)
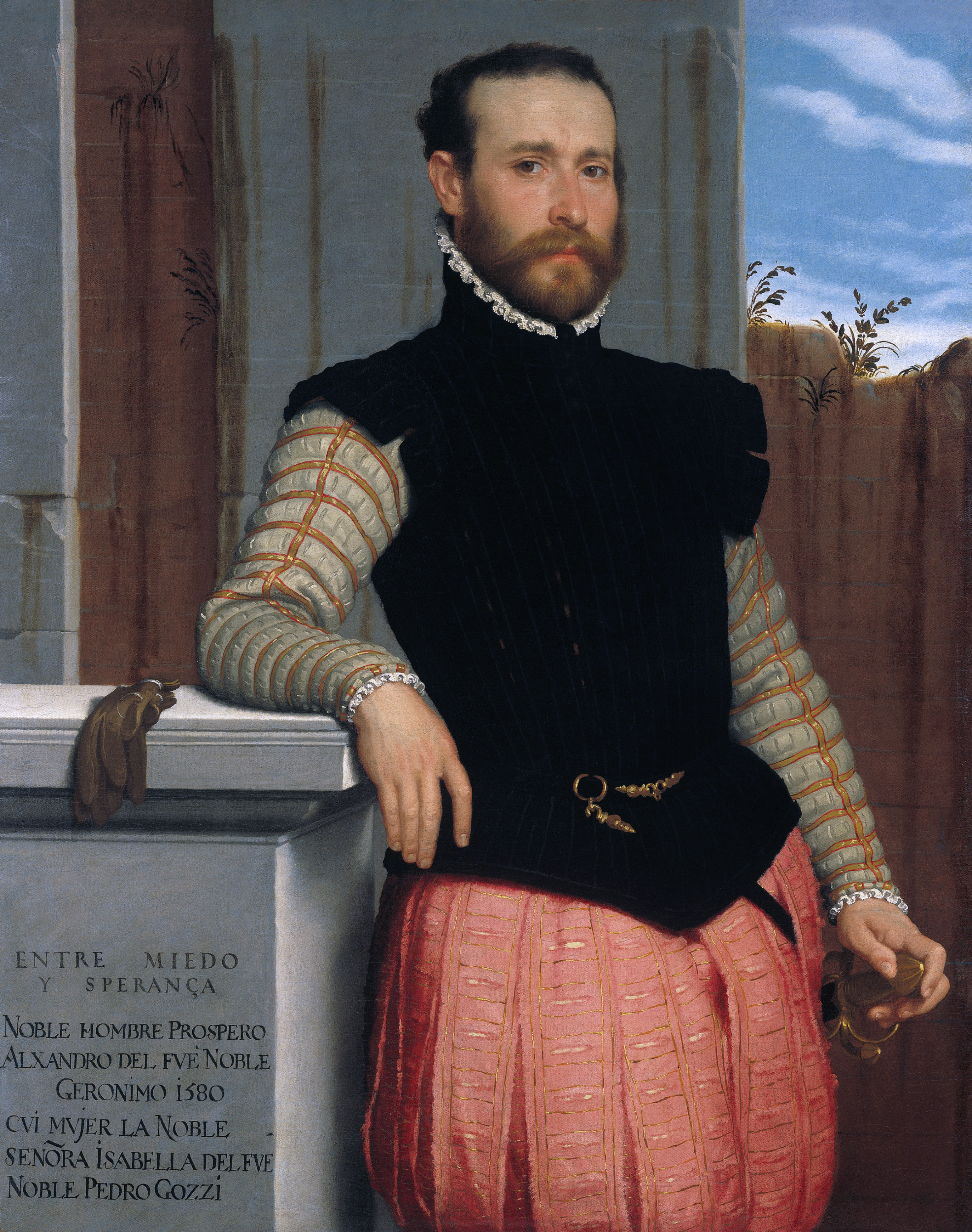
Giovanni Battista Moroni, Prospero Alessandri
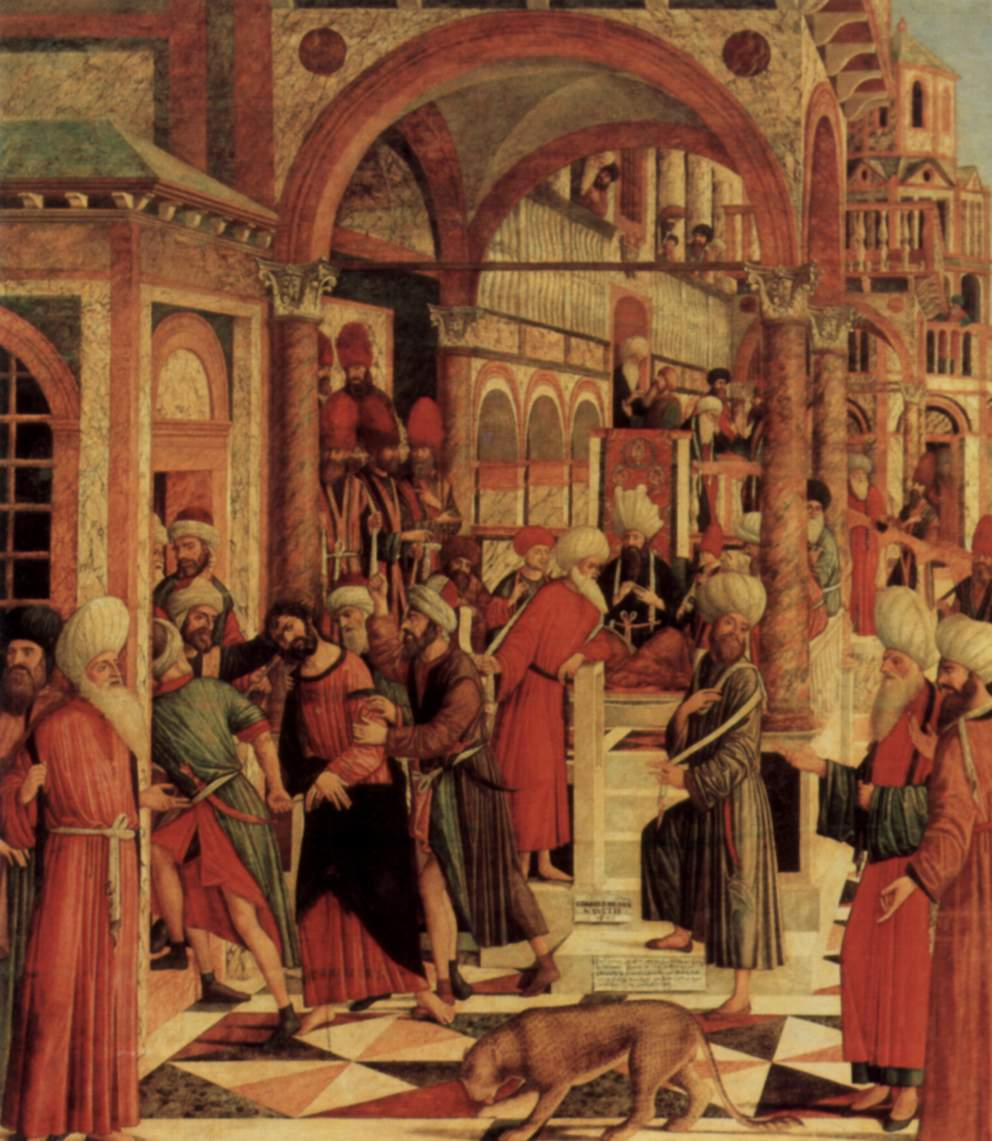
Giovanni di Niccolò Mansueti, La presa de Sant Marc
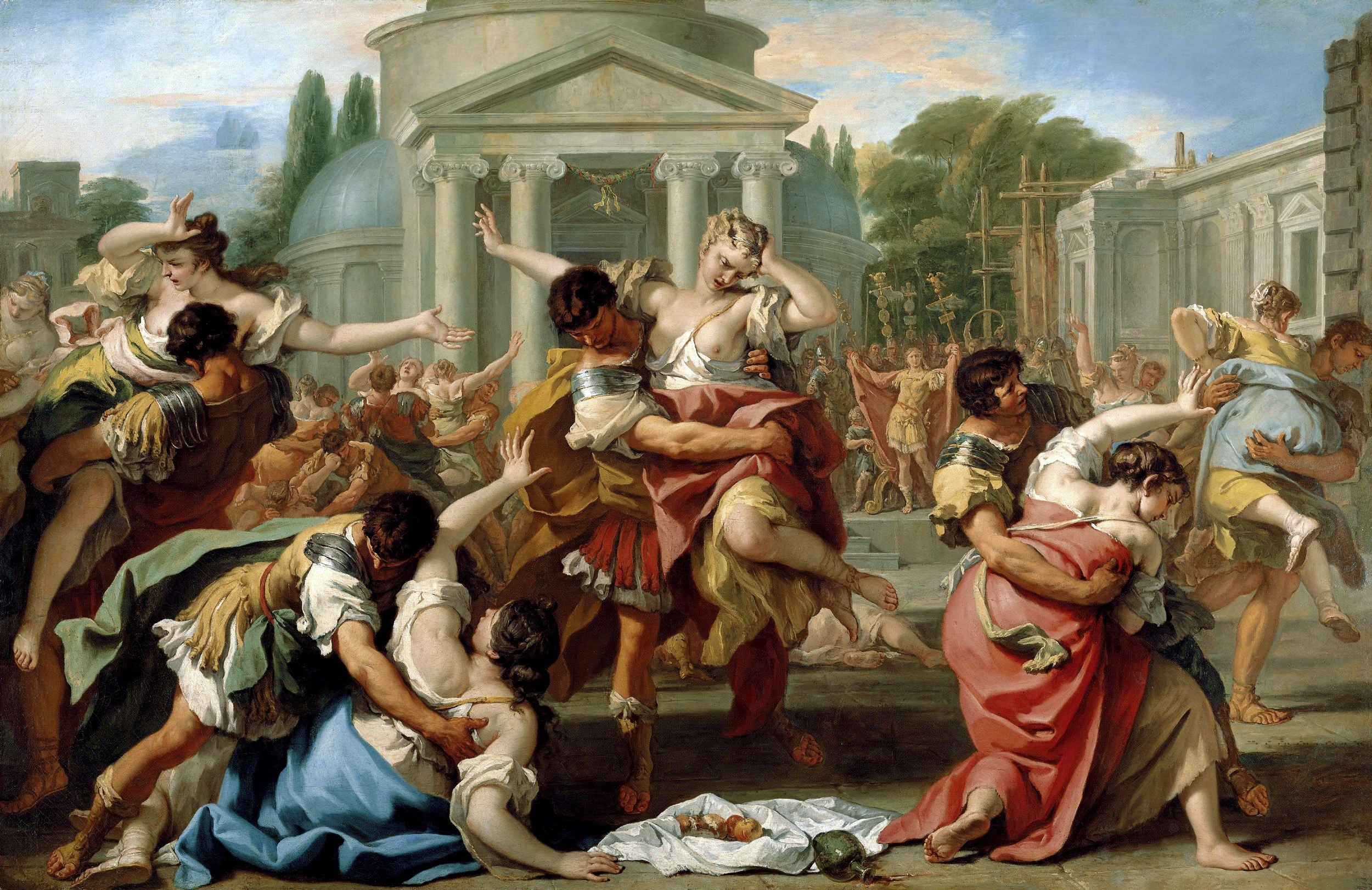
Sebastiano Ricci, La violació de les dones sabines
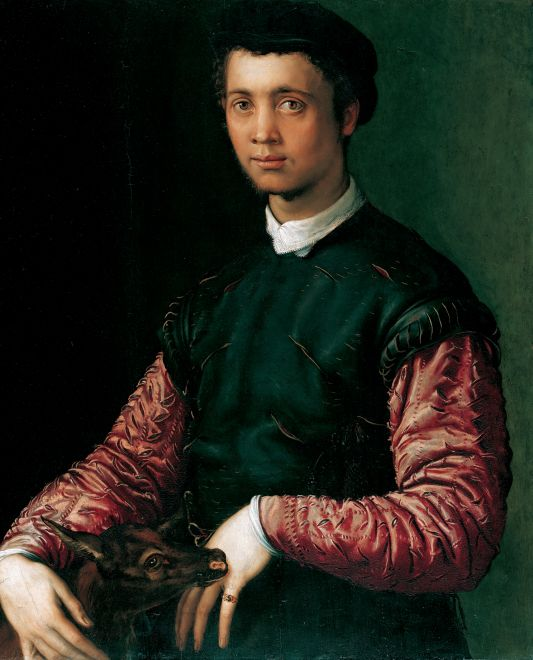
Salviati, Retrat d'un home jove
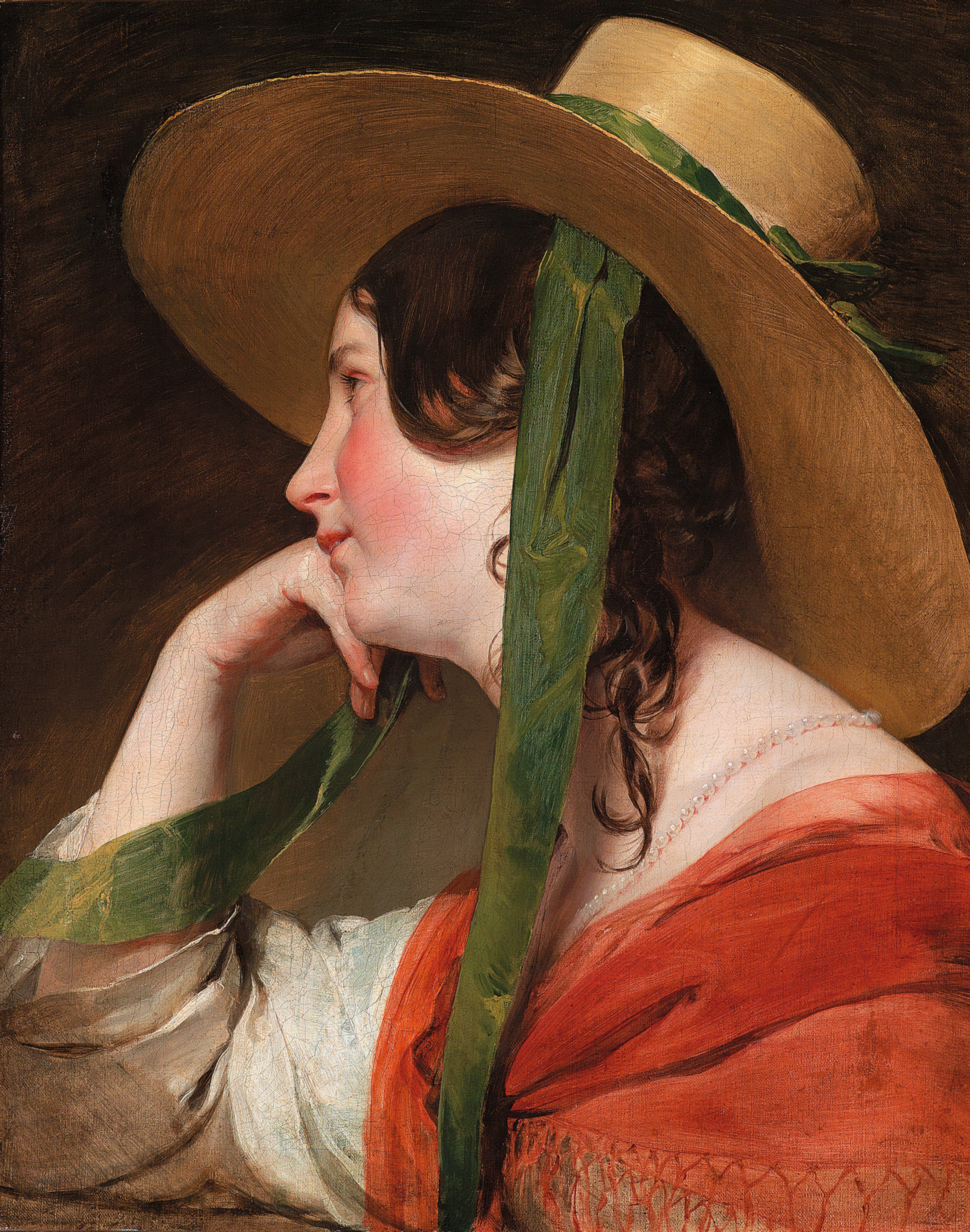
Friedrich von Amerling, noia amb barret de palla
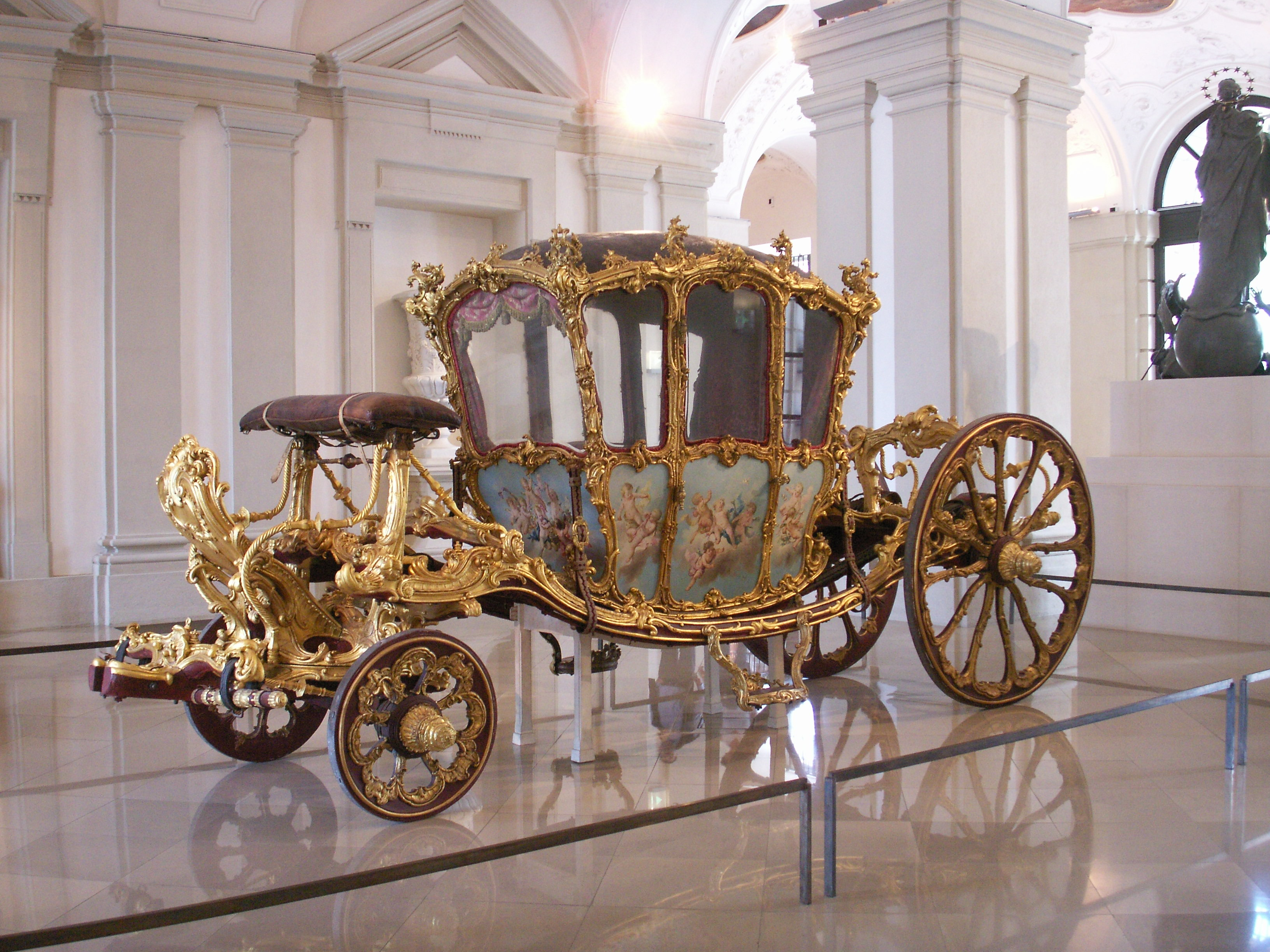
Carro daurat de Joseph Wenzel I. de Liechtenstein (1738)